# Desmeocraera extensa
Desmeocraera extensa är en fjärilsart som beskrevs av M.Gaede 1928. Desmeocraera extensa ingår i släktet Desmeocraera och familjen tandspinnare. Inga underarter finns listade i Catalogue of Life.